# كفر صفرة
كفر صفرة (بالكردية: Kefersefrê‏) هي قرية سوريّة تتبع إداريّاً لمحافظة حلب منطقة عفرين ناحية جنديرس. بلغ تعداد سكانها 193 نسمة حسب التعداد السكاني لعام 2004، و4,121 نسمة حسب قيود السجل المدني لنهاية عام 2005.
أشار المستشرق الألماني مارتن هرتمن في أواخر القرن التاسع عشر إلى كفر صفرة كمستوطنة تضم 10 منازل كرديّة.